# Comuna Priboieni, Argeș
Priboieni este o comună în județul Argeș, Muntenia, România, formată din satele Albotele, Paraschivești, Pitoi, Priboieni (reședința), Sămăila, Valea Mare, Valea Nenii și Valea Popii.
Inițial, în catagrafia din 1938, satul Priboieni a avut mai multe cătune, în cadrul plășii Podgoria a județului Mușcel, care, în perioada comunistă, au fost transformate în sate, probabil datorită creșterii rapide a numărului de locuitori.

## Așezare
Comuna se află în estul județului și în sud-vestul Podișului Cândești, subdiviziune a Podișului Getic, pe malurile râului Cârcinov. Este străbătută de șoseaua județeană DJ702, care o leagă spre sud de Topoloveni (unde se termină în DN7), și spre nord de Beleți-Negrești, Dobrești, Boțești și mai departe în județul Dâmbovița de Cândești..
Altitudinea locului este de aproximativ 300m deasupra nivelului mării,iar cel mai înalt deal are cca 410m.

## Sit arheologic
Existența anterioară a unei comunități umane pe teritoriul actual al localității Priboieni în perioada dacică și romană este atestată prin monede geto-dacice tip Filip al II-lea, precum și printr-o monedă romană emisă de împăratul Gordian al III-lea.

## Toponimie
Albotele - toponim social cu sens plural, semnificând existența anterioară a două așezări (de Sus și de Jos), contopite ulterior.
Paraschivești - toponim format pe baza eponimului Paraschiv + sufixul colectiv - ești, care indică apartenența locală.
Pitoi - toponim topografic evocând forma terenului pe care s-a constituit așezarea; la origine, apelativul pită = „pâine” + sufixul -oi, deși nu este exclus un eponim-poreclă Pitoiu.
Priboieni - toponim format pe baza unui eponim Priboi (la origine, poreclă din apelativul priboi = „unealtă cu care se găuresc curelele etc.” + sufixul -eni, care indică apartenența locală. Denumirea localității este asociată, în tradiția orală, cu numele unui oștean credincios al domnitorului Neagoe Basarab, Priboi, care s-a stabilit aici, căsătorindu-se cu o localnică. Voievodul i-a dat, ca dar de nuntă, o moșie pe care mirele a înconjurat-o din zorii zilei până în amurg, mergând călare, la pas. Astfel, a fost delimitată moșia inițială a satului Priboieni.
Sămăila - toponim format pe baza antroponimicului Sămăilă (derivat din Samuil), atestat sub această formă în legendele locale.
Valea Mare  - toponim topografic compus pe baza apelativului vale + determinativul Mare. „Vălimărenii sunt băjenari veniți din Văcarea - Muscel, numiți funieri, întrucât lucrau funii din tei”.
Valea Nenii - toponim topografic format pe baza apelativului vale + determinativul Nenii (la origine, substantivul nenea = „bărbat în vârstă sau mai mare”), indicând pe deținătorul inițial al terenului pe care s-a constituit așezarea.
Valea Popii - toponim topografic format pe baza apelativului vale + determinativul Popii. „Locuitorii au venit din Cândești-Deal și Mănești, județul Dâmbovița”.
Referindu-se, în „Monografia comunei Priboieni”, la originea așezării, Constantin Rădulescu-Codin consemna, pe baza aceleiași tradiții orale, că „satul Priboieni e de pe timpul lui Negru Vodă care a avut între oștenii cu care a gonit pe tătari și un flăcău de fel din Priboiu-Dâmbovița. Drept răsplată, a dat fiecărui oștean atâta pământ cât își va putea alerga calul într-o zi. Și a pornit acel oștean din Sămăila, a dat târcoale satului de azi și a luat bucățica de moșie, stabilindu-se în partea Priboienilor numită Paraschivești, după un copil al său”.

### Istorie
La sfârșitul secolului al XIX-lea, comuna făcea parte din plasa Podgoria a județului Muscel și era formată numai din satul de reședință, avânlad două biserici și o școală mixtă cu 180 de elevi. Anuarul Socec din 1925 o consemnează în aceeași plasă, având 3008 locuitori. În 1950, a fost transferată raionului Topoloveni din regiunea Pitești împreună cu o parte din satul Țigănești,iar din 1961 a aparținut raionului Găești din aceeași regiune ca urmare a desființării raionului Topoloveni.În 1968, ea apare în configurația actuală ca parte a județului Argeș fără satul Țigănești care a fost înglobat, în totalitate, în localitatea Topoloveni(la cererea locuitorilor) a județului Argeș.. În Catagrafia de la 1838 satul Priboieni din plasa Podgoria a județului Muscel, apare cu 331 de familii, din care 3 familii de țigani, fiind cel mai numeros sat din plasa Podgoria,urmat de satul Budișteni cu 229 de familii, celelalte sate din plasa Podgoria având sub 200 de familii.

## Specific arhitectural
Arhitectura populară tradițională a fost caracteristică zonei Muscel. Tipul dominant de case îl reprezintă construcțiile cu două niveluri, parterul fiind organizat, de regulă, ca depozit, dar și ca spațiu de locuit, iar etajul utilizat, în exclusivitate, ca locuință.
Se consemnează frecvența unor case cu sala în consolă sau pe soclu,sala fiind prevăzută cu patru sau șase goluri, respectiv, cu cinci sau șapte stâlpi din lemn, simpli, de secțiune pătrată racordați prin console din paiantă la cosoroaba cununii acoperișului. În cazul caselor cu soclu plin, pivnița este prevăzută cu gârlici, coincizând, ca limite, cu dimensiunile sălii etajului, iar pivnița propriu-zisă acoperă o suprafață echivalentă cu cea a camerelor de la nivelul superior. Casele vechi prezintă o amplă decorație în tencuială distribuită pe parapetul zidit al sălii, pe consolele dintre stâlpi sau cu ancadramente la ferestre.
Dintre ocupațiile tradiționale care implicau o specializare, sericicultura antrena, la sfârșitul secolului al XIX-lea, majoritatea femeilor din Priboieni, ce confecționau, din mătasea obținută, cămăși și ii pe care le vindeau în târguri.
Portul popular local se circumscrie ariei portului popular muscelean.
În domeniul artei populare, s-au remarcat, în fazele finale ale concursurilor naționale organizate în perioada anilor 1956 - 2023, creatoarele populare din localitate care au obținut premii ori mențiuni pentru confecționarea costumelor populare și a țesăturilor de interior: Catană Floarea, Predoi Ioana, Stancu Florica. Arta tradițională a țesutului și cusutului a fost preluată de creatoare din localitate, care erau angajate la fosta întreprindere S.C. Tonexim S.R.L.
Meșterul Ion Prală, originar din Priboieni, a fost inițiatorul adoptării specificului arhitectural popular tradițional, preluând elemente de compoziție moștenite în edificarea construcțiilor de interes public pe care le-a conceput, ca arhitect, în zona Muscelului: Liceul din Topoloveni, școlile din Suseni și Greci, căminele culturale din Glâmbocata, Glâmbocel, Priboieni, Budișteni ș.a.

## ISTORIC
Satul Priboieni este atestat la 15 aprilie 1577 prin Hrisovul emis de Alexandru al II-lea Mircea, domnitor al Țării Românești.Hrisovul a fost găsit de o persoană din comuna Priboieni și predat Academiei Române care l-a tradus și l-a transcris in limba română .

## Patrimoniul cultural-istoric
Biserica Priboienii de Jos (1922-1936) a fost ctitorită de preoții M. Roșescu, Gh. Roșescu și enoriașii din parohia lor, pe locul bisericii vechi și dărăpănate, construite în anul 1845. Intervențiile de consolidare au avut loc în anul 1941 și au vizat refacerea picturii murale. Un alt aspect a vizat restaurarea iconostasului sculptat în lemn de Dumitru Iliescu, tatăl cunoscutului sculptor Gheorghe Iliescu-Călinești.
Biserica Priboienii de Sus (1942-1943) a fost ctitorită de preotul Ilie Cercel și Ion Gorgoi și a fost proiectată de M. Popovici și ing. I. Stătescu. Intervențiile de restaurare au vizat reparații generale (1960) și restaurarea picturii murale, realizată de către Ion Dogărescu.
Monumentul eroilor (1877 - 1878; 1913) a fost realizat de N. Simion și a fost amplasat în centrul satului.
Muzeul satului Priboieni relevă ocupațiile tradiționale din Priboieni, precum și personalitatea cercetătorului județului istoric, Muscel, Constantin Rădulescu-00Codin. Muzeul istorico-etnografic a fost organizat din inițiativa înv. Ion Mihăilă și prof. Radu Oprea. Bustul lui C. Rădulescu-Codin a fost realizat din bronz în anul 1929.

## Personalități
GOGONCEA, Ion Nestor (1904-1983) - învățător format la școala folcloristului Constantin Rădulescu-Codin. Interesat de legendele locale din Țara Hațegului, unde profesează ca învățător la Lingiria, publică studiile: „Lingiria și lingirienii”, „Marghita”, „Povești din Țara Hațegului”. Colaborează la revistele: „Prietenul nostru” - Câmpulung-Muscel, „Solidaritatea” - Curtea de Argeș, „Satul” - București, „Argeșul” - Pitești. Autorul volumelor: „Modeste gânduri pentru toți”, „Poemul satelor Teiu Vale și Teiu Deal”, o monografie în versuri. Poezii: „Mortul din lagăr”, „Targagii” ș.a..
NAE, Eleonora (1902-2000). Deși născută în Priboieni, a devenit, prin activitatea sa în domeniul învățământului și culturii, o personalitate a comunei Călinești. 
PÂRCĂLABU, Constantin - poet țăran, autor al culegerii de versuri „Mi-aud inima cum cântă”.
RĂDULESCU-CODIN Costantin (1875-1926) - învățător și folclorist muscelean, culegător de proză folclorică „Îngerul românilor”, „Făt-Frumos”, „Cojocul lui Sărăcilă”, „Din trecutul nostru” și poezie populară”: „Din Muscel”, „Cântece poporane”. Autor al volumelor: „Legende, tradiții și amintiri istorice adunate din Oltenia și din Muscel” (1910), „Muscelul nostru I. Comuna Corbi și locuitorii săi” (1922), „Literatură, tradiții și obiceiuri din Corbii-Muscelului” (1929) ș.a.

## Demografie
Componența etnică a comunei Priboieni
     Români (90,56%)
     Romi (1,44%)
     Alte etnii (0%)
     Necunoscută (8%)
Componența confesională a comunei Priboieni
     Ortodocși (91,57%)
     Alte religii (0,06%)
     Necunoscută (8,37%)
Conform recensământului efectuat în 2021, populația comunei Priboieni se ridică la 3.274 de locuitori, în scădere față de recensământul anterior din 2011, când fuseseră înregistrați 3.549 de locuitori. Majoritatea locuitorilor sunt români (90,56%), cu o minoritate de romi (1,44%), iar pentru 8% nu se cunoaște apartenența etnică. Din punct de vedere confesional, majoritatea locuitorilor sunt ortodocși (91,57%), iar pentru 8,37% nu se cunoaște apartenența confesională.

## Politică și administrație
Comuna Priboieni este administrată de un primar și un consiliu local compus din 13 consilieri. Primarul, Sorin Lupu[*], de la Partidul Social Democrat, este în funcție din 2008. Începând cu alegerile locale din 2024, consiliul local are următoarea componență pe partide politice:
|  | Partid                          | Consilieri | Componența Consiliului | Componența Consiliului | Componența Consiliului | Componența Consiliului | Componența Consiliului | Componența Consiliului | Componența Consiliului | Componența Consiliului | Componența Consiliului |
|  | ------------------------------- | ---------- | ---------------------- | ---------------------- | ---------------------- | ---------------------- | ---------------------- | ---------------------- | ---------------------- | ---------------------- | ---------------------- |
|  | Partidul Social Democrat        | 9          |                        |                        |                        |                        |                        |                        |                        |                        |                        |
|  | Partidul Național Liberal       | 3          |                        |                        |                        |                        |                        |                        |                        |                        |                        |
|  | Alianța pentru Unirea Românilor | 1          |                        |                        |                        |                        |                        |                        |                        |                        |                        |